# Ducati 1198
Die Ducati 1198 ist ein Motorradmodell der Klasse Superbike des italienischen Motorradherstellers Ducati.
Sie ist das Nachfolgemodell der Ducati 1098 sowie der Vorgänger der Ducati 1199 Panigale.

## Technik
Der flüssigkeitsgekühlte V-Motor mit vier Ventilen pro Zylinder und desmodromischer Ventilsteuerung erzeugt aus 1198,4 cm³ Hubraum eine Nennleistung von 125 kW (170 PS) und ein maximales Drehmoment von 131,4 Nm. Das Vorderrad wird mit einer einstellbaren Showa-Upside-Down-Gabel mit 43 mm Standrohrdurchmesser und reibungsmindernder TiO-Beschichtung geführt und gefedert, hinten ist eine Einarmschwinge eingebaut, die auf ein progressiv angesteuertes einstellbares Showa Mono-Federbein wirkt. Des Weiteren hat die 1198 ein digitales Cockpit, das aus dem der MotoGP abgeleitet ist.

## Modellvarianten
Das Motorrad wurde in verschiedenen Varianten angeboten:
- die 1198 ist mit einem Showa-Fahrwerk ausgerüstet.
- die 1198 S hat ein Öhlins-Fahrwerk und geschmiedete Marchesini-Leichtmetallräder sowie die erste serienmäßige Traktionskontrolle und Data recording.
- die 1198 S/R wurde auch in einer dreifarbigen Lackierung als „Corse Special Edition“ angeboten. Geschmiedete Marchesini-Leichtmetallräder. Besonderheit war auch der 18 Liter Alu Tank[2]
- die 1198 R hat unter anderem einen stärkeren Motor mit 180 PS (132 kW) und 134 NM bei 12,8:1 Verdichtung, Titanventile und verstärktem Getriebe mit rennmäßiger Abstufung der 6 Gänge sowie ein verbessertes TTX Öhlins-Fahrwerk, Anti-Hopping Kupplung, geschmiedete Marchesini-Leichtmetallräder und Traktionskontrolle. Die R wurde in limitierter Stückzahl als Homologationsmodell für die Superbike-Weltmeisterschaft produziert, die sie zuletzt 2011 unter Carlos Checa gewann.
- die 1198 SP war "letzte Vertreterin" der Testastretta Evolutione Motoren Generation. Das knapp 500 mal gebaute Sondermodell hat ein verbessertes TTX Öhlins-Fahrwerk, Anti-Hopping Kupplung, Traktionskontrolle, Ducati-Quickshifter, 18 Liter Alutank, Data recording, geschmiedete Marchesini-Leichtmetallräder.

## Belege
1. ↑  Ducati Modelseite 1198
2. ↑  Ducati Modelseite 1198 R Corse SE